# An-Nasr

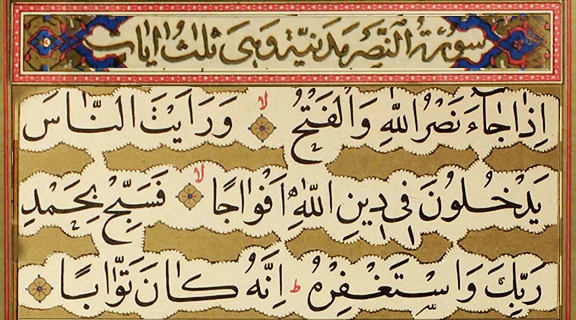
Sūrat an-Nasr, collezione del Palazzo del Golestan

Al-Nasr (Il Soccorso) è la centodecima Sura del Corano, una sura meccana composta da 3 versetti. Questa breve sura tratta della vittoria e del successo dell'Islam e annuncia la prossima conquista della Mecca da parte del Profeta Maometto. La sura è considerata l’ultima rivelata prima della morte di Muhammad.

## Contenuto
- Annuncio della Vittoria: La sura inizia con un annuncio della vittoria e del successo dell'Islam, indicando che quando arriverà il soccorso di Dio e la conquista, i credenti celebreranno e glorificheranno il loro Signore.
- Invito alla Gratitudine: Viene esortato il Profeta Maometto e i credenti a mostrare gratitudine a Dio per la sua vittoria e il suo soccorso, inchinandosi e lodandolo.
- Profezia della Prossima Conquista: Alla fine della sura, viene profetizzata la prossima conquista della Mecca da parte del Profeta Maometto e dei suoi seguaci, annunciando che vedranno le persone abbracciare la religione dell'Islam in grandi numeri.

## Commenti
La Surah Al-Nasr è significativa perché annuncia la vittoria e il successo dell'Islam e profetizza la prossima conquista della Mecca da parte del Profeta Maometto. Essa sottolinea l'importanza della gratitudine verso Dio per la sua vittoria e il suo soccorso, invitando i credenti a mostrare gratitudine attraverso l'adorazione e la lodazione. Inoltre, la sura offre consolazione e incoraggiamento al Profeta Maometto e ai credenti, assicurando loro che il successo dell'Islam è garantito con il soccorso divino. Pertanto, la sura serve come promemoria della potenza di Dio e della sua promessa di vittoria per coloro che credono e perseverano nella loro fede.
Secondo l’esegesi, si predice qui l’imminente vittoria dell’Islam sull’idolatria, in un’epoca in cui in Arabia vi erano ancora tribù pagane. La sura sarebbe stata rivelata dopo l’ingresso di Muhammad a Mecca nel 630 d.C., ma potrebbe anche prendere atto di questa conquista, fatta senza colpo ferire, e allora il verbo dovrebbe essere tradotto al presente. La parola fatḥ («vittoria»), d’altra parte, è usata in 8:19 per la battaglia di Badr.

## Testo

### Arabo
1. إِذَا جَآءَ نَصْرُ ٱللَّهِ وَٱلْفَتْحُ
2. وَرَأَيْتَ ٱلنَّاسَ يَدْخُلُونَ فِى دِينِ ٱللَّهِ أَفْوَاجًا
3. فَسَبِّحْ بِحَمْدِ رَبِّكَ وَٱسْتَغْفِرْهُ ج إِنَّهُۥ كَانَ تَوَّابًۢا

### Traslitterazione
1. Iḏā ǧāʾ naṣru ʾllāhi wal-fatḥ
2. Wa raʾaita ʾn-nāsa yadḫulūna f īdīni ʾllāhi afwāǧā
3. Fasabbiḥ bi-ḥamdi rabbika wa-staġfirhu innahu kāna tauwābā.

### Italiano
1. Quando verrà il trionfo di Dio con la vittoria
2. e vedrai la gente a frotte entrare nella religione di Dio
3. innalzerai le lodi del tuo Signore e ti rimetterai a Lui. Egli è Colui che perdona.[2]